# 프로치온아마이드
프로치온아마이드(Protionamide 또는 prothionamide)는 결핵 치료제로 사용되는 약제이다.
나병의 치료에도 시험되었다.

## 같이 보기
- 티오아마이드